# 大崗山溫泉
22°52′30″N 120°21′32″E / 22.874959°N 120.358791°E
大崗山溫泉，亦稱崗山頭溫泉、大崗山冷泉。位於臺灣高雄市田寮區，分布於大岡山北麓，地屬台灣西部麓山帶。
由於日治時期發現以來，仍未發現泉脈所在，出水量較少，因此當時僅有一間溫泉業者。又因大崗山溫泉屬溫度較低之沉積岩溫泉，業者多自行將泉水加溫再供顧客使用，亦常被歸類為冷泉。

## 泉質
水色清澈，無氣體略帶硫磺味，可飲用，沉積岩碳酸泉、二仁溪水系。泉溫約21℃，酸鹼值約pH7.4，含氯離子約492ppm，碳酸氫根離子約311ppm，鈉離子約324ppm，屬於中性碳酸氫鈉氯化物泉。

## 著名溫泉商家
- 大崗山溫泉旅社：曾為本區唯一之溫泉飯店，曾盛極一時。1980年代後逐漸沒落，現已結束營業。
- 漢來花季度假飯店：前身為高雄市全誠建設買下大崗山溫泉飯店後，原址改建之五星級飯店「花季冷泉會館」。2010年10月1日起委託漢來飯店經營管理，並將飯店更名為「漢來花季度假飯店」。
- 花季度假飯店：2011年回歸全誠建設管理團隊經營管理。

## 交通
- 高鐵台南站
  - 高雄市公車：8042。
  - 業者經營之接駁車。
- 台鐵縱貫線岡山車站、捷運岡山高醫站
  - 高雄市公車：8012、8049、紅70。